# Aleksandar Stoimirović
Aleksandar Stoimirović (serbisch-kyrillisch Александар Стоимировић; * 11. Dezember 1982 in Obrenovac, heute in Serbien) ist ein serbischer ehemaliger Fußballspieler. Seine bevorzugte Position war das offensive Mittelfeld.
Stoimirović begann seine Karriere beim FK Radnički Obrenovac. Ab 2004 spielte er mit FK Hajduk Rodić M&B Kula (ab 2005: FK Hajduk Kula) in der serbisch-montenegrinischen Prva liga Srbije i Crne Gore. Nachdem sein Vertrag im Sommer 2006 ausgelaufen war, war Stoimirović bis November 2006 vereinslos. Dann hat er einen Vertrag beim ukrainischen Verein Worskla Poltawa unterschreiben. Worskla Poltawa verließ er nach eineinhalb Jahren im Sommer 2008 wieder und spielte von nun an für den bulgarischen Verein FC Tschernomorez Burgas. In der Winterpause der Saison 2009/10 wechselte Stoimirović zum FK Čukarički Stankom. Am Ende der Saison 2009/10 sicherte er sich mit seiner Mannschaft den Klassenerhalt. Zu Beginn der Spielzeit 2010/11 verlor er mit seinem Team nahezu jedes Spiel. Er verließ den Verein Anfang 2011 zu Ligakonkurrent FK Borac Čačak.
Im Sommer 2011 holte Petrolul Ploiești Stoimirović in die rumänische Liga 1. War er dort zu Beginn der Saison 2011/12 noch fester Bestandteil im Team des Aufsteigers, kam er in der Rückrunde nur noch wenig zum Einsatz. Nach dem Klassenerhalt war er einige Monate ohne Verein, ehe er im September 2012 zu Pécsi Mecsek FC nach Ungarn wechselte. Dort konnte er sich nicht durchsetzen und kam in der Hinrunde 2012/13 auf vier Einsätze. Ende 2012 löste er seinen Vertrag auf und war erneut ein halbes Jahr ohne Klub.
Im Sommer 2013 nahm ihn sein Jugendverein FK Radnički 1923 Kragujevac auf. In den ersten Spielen der Saison 2013/14 war er noch Stammkraft, kam im weiteren Saisonverlauf jedoch nur noch einmal zum Zuge. Im Sommer 2014 wechselte er zu AE Ermionida in die griechische Football League. Er bestritt ein Spiel und löste seinen Vertrag Anfang Dezember 2014 wieder auf. Im Sommer 2015 heuerte er beim FK Jagodina an. In der Spielzeit 2015/16 kam er unregelmäßig zum Einsatz und stieg mit seinem Team am Saisonende ab. Er schloss sich dem FK Dinamo Vranje an, der in der zweiten serbischen Liga spielte. Anfang 2017 wechselte er zum FC Qormi nach Malta.